# Vysoká (Kosova Hora)
Vysoká (v letech 1960–1982 Vysoká u Kosovy Hory, německy Wissoka) je malá vesnice, část obce Kosova Hora v okrese Příbram ve Středočeském kraji. Nachází se asi 2,5 kilometru jihovýchodně od Kosovy Hory. Je zde evidováno 15 adres. V roce 2011 zde trvale žilo 34 obyvatel.
Vysoká leží v katastrálním území Vysoká u Kosovy Hory o rozloze 7,88 km². V katastrálním území Vysoká u Kosovy Hory leží i Dobrohošť, Dohnalova Lhota, Lavičky a Lovčice. K místní části Vysoká patří adresami (čp. 10, 11, 12, 16) též hospodářský dvůr Vyšatoly v katastrálním území Kosova Hora.

## Historie
První písemná zmínka o vesnici pochází z roku 1476.

## Obyvatelstvo
| Rok            | 1869 | 1880 | 1890 | 1900 | 1910 | 1921 | 1930 | 1950 | 1961 | 1970 | 1980 | 1991 | 2001 | 2011 | 2021 |
| -------------- | ---- | ---- | ---- | ---- | ---- | ---- | ---- | ---- | ---- | ---- | ---- | ---- | ---- | ---- | ---- |
| Počet obyvatel | 139  | 131  | 111  | 104  | 84   | 95   | 67   | 51   | 53   | 52   | 43   | 34   | 27   | 34   | 29   |
| Počet domů     | 14   | 14   | 12   | 12   | 12   | 13   | 12   | 13   | 69   | 12   | 12   | 12   | 12   | 16   | 16   |

## Obecní správa
Při sčítání lidu v letech 1850–1909 Vysoká byla osadou obce Kosova Hora v okrese Sedlčany. V letech 1910–1975 byla samostatnou obcí, se kterým patřila nejprve do okresu Sedlčany, ale od roku 1960 v okrese Příbram. Od 1. července 1975 je opět částí obce Kosova Hora v okrese Příbram. V letech 1910–1975 k obci patřily Dobrohošť, Dohnalova Lhota, Hulín, Lavičky, Lovčice a Mezné.

## Pamětihodnosti
- Zvonička